# Кольтеллини, Челеста
Челеста Кольтеллини (итал. Celeste Coltellini; 26 ноября 1760 — 24 июля 1829) — итальянская певица (сопрано).
Дочь драматурга и либреттиста Марко Кольтеллини. Дебютировала в миланском театре Ла Скала в 1780 г., на следующий год выступала в Неаполе в театре Сан-Карло. Затем была приглашена императором Иосифом II на венскую сцену в 1785 г., где выступала на протяжении четырёх сезонов (с перерывом). Здесь Кольтеллини имела огромный успех. Паизиелло написал для неё оперы: «La Cuffiara», «La Molinara» и «Nina pazza per amore». В дальнейшем вернулась в Неаполь и вышла замуж за банкира.